# Hieronymus Bock
Hieronymus Bock (mogelijk Heidelsheim bij Bruchsal, 1498 – Hornbach, 21 februari 1554), genoemd Tragus (van Oudgrieks τράγος, trágos‚ bok), was een Duits botanicus, arts, theoloog en luthers predikant. Samen met Otto Brunfels en Leonhart Fuchs geldt hij (in Duitsland) als een van de aartsvaders der botanie.

## Leven
Als geboorteplaats van Bock worden in de loop der geschiedenis meerdere plaatsen genoemd. Hij schreef zich mogelijk in 1519 aan de universiteit van Heidelberg in als 'Iheronimus Bock de Schifferrstat dioc. Spir.' (Hieronymus Bock uit Schifferstadt, bisdom Speyer). In 1580 noemt Melchior Sebisch, in een door hem verzorgde heruitgave van Bocks Kreüterbuch, 'Heidesbach bei Zweibrücken' als geboorteplaats. In 1588 schrijft Tabernaemontanus, een leerling van Bock, in de Vorrede van zijn eigen Neuw Kreüterbuch dat de geboorteplaats Bretten is. In 1620 maakt Melchior Adam daar 'Heidespachii pago Brettae' (Heidesbach, gouw Bretten) van, en voegt eraan toe dat dat vlak bij de geboorteplaats van Philipp Melanchthon (Bretten) is. In 1864 is Hautz de eerste die 'Heidelsheim bei Bretten' als geboorteplaats noemt, zonder bronvermelding. Mayerhofer (1896) merkt als een van de eersten op dat de door eerdere auteurs genoemde plaats 'Heidesbach' niet bestaat. Vanwege de stelligheid waarmee de plaats Bretten wordt genoemd, concludeert hij dat dan uitsluitend Heidelsheim bij Bretten in aanmerking komt, maar voert geen verder bewijs aan. Over Bocks jeugd is weinig bekend, anders dan een vermoedelijke studie in Heidelberg, waar hij zich dan in 1519 als student zou hebben ingeschreven. Melchior Adam noemt de namen van zijn ouders als Heinrich en Margaretha. Zijn ouders zouden hem hebben voorbestemd voor een leven in het klooster, maar Bock besloot anders. Mayerhofer vermoedt dat Bock met financiële steun van zijn ouders meerdere hogescholen in de buurt heeft bezocht om daar natuurfilosofie en theologie te studeren. Zijn pogingen om zijn inschrijfgegevens terug te vinden in de registers van diverse hogescholen bleven echter zonder resultaat. Roth oppert dat Bock mogelijk in Straatsburg heeft gestudeerd omdat hij de daar woonachtige Otto Brunfels en Johann Sapidus (Witz) al vroeg kende. Omdat er geen bewijzen zijn van het behalen van een academische graad in enige studie, vermoeden diverse auteurs dat hij op het gebied van de botanie en geneeskunde autodidact was.
Bock zelf vermeldt in de derde druk van zijn Kreüterbuch dat in zijn familiewapen een brandnetel voorkomt.
In 1522 of januari 1523 accepteerde hij een positie als leraar aan de Latijnse school in Zweibrücken, onder hertog Lodewijk II van Palts-Zweibrücken, en begon voor hem met de aanleg van een botanische tuin. Bock had al vroeg sympathie voor de Lutherse vorm van het Christelijk geloof opgevat, en stond in samenhang daarmee in goede betrekking tot het hof van Lodewijk, die sinds 1523 eveneens een aanhanger van Luther was. Op 25 januari 1523 trouwde Bock met Eva Victor, waarbij 80 gasten aanwezig waren. In maart 1532 werd hij lijfarts van Lodewijk II. Die laatste stierf al op 3 december van dat jaar. In 1533 verhuisde hij naar het nabijgelegen Hornbach om daar kanunnik te worden in het Benedictijner Stift van St. Fabian. Die benoeming, op voorspraak van abt Johann von Kinthausen, was opvallend omdat Bock een leek was, en bovendien getrouwd. Van 1533 tot in elk geval 1536 had hij een prebende van St. Fabian. Bock nam de verplichtingen die de prebende met zich meebracht, waaronder het aanwezig zijn bij diverse gebeden en zittingen, en bovendien een leraarschap, niet erg serieus, met als argument dat dat ten koste ging van zijn taken als arts. Op 28 december 1536 kwam het daarop tot een geding met zijn collega's, waarbij uiteindelijk het hertogelijk hof uitspraak deed. Bock werd deels in het gelijk gesteld; hij werd ontheven van zijn onderwijstaken, en er werden zulke uitgebreide uitzonderingen op zijn aanwezigheidsverplichtingen vastgesteld, dat hij in de praktijk alle tijd kreeg voor zijn bezigheden als arts en botanicus. In 1538 bereikte de reformatie St. Fabian, en werd Bock luthers pastoor. In augustus 1550, in de nasleep van het Interim van Augsburg, volgde zijn gedwongen vertrek uit Hornbach wegens een religieus conflict met de katholiek gebleven abt van Hornbach, Johann Bonn von Wachenheim. Hij vond hulp bij landgraaf Filips II van Nassau-Saarbrücken in Saarbrücken, bij wie hij al eens de genezing van een ernstige ziekte had bewerkstelligd, en van wie hij nu lijfarts werd. Zijn vooruitzichten op een terugkeer werden snel beter toen al op 5 augustus 1550 Johann Bonn overleed. Vanuit Saarbrücken schreef hij op 14 augustus 1550 een open brief aan de gemeente in Hornbach. In 1551 of 1552 keerde hij in Hornbach terug. In 1554 overleed hij daar, mogelijk aan tuberculose. Diverse bronnen geven aan dat Eva vóór hem overleed, maar Adam, Freher en in hun gevolg Mayerhofer, geven aan dat Eva hem met één zoon (Heinrich) en een dochter overleefde. Bock werd begraven in de kerk van St. Fabian. Melchior Adam meldt al in 1620 dat die kerk inmiddels tot een ruïne is vervallen. Roth schrijft dat de grafsteen naderhand als tafel in de tuin van de beheerder van het klooster is gebruikt, daarbij verwijzend naar Freher, Molitor en Mayerhofer, van wie de eerste en de laatste het gegeven niet noemen.

## Werk
Bock moet al ruim vóór 1532 in de plantkunde geïnteresseerd zijn geweest, want Otto Brunfels verzocht hem al vóór dat jaar om commentaar op een vijftigtal plantennamen. Zijn antwoord daarop verscheen in 1532 in druk in deel 2 van Brunfels' Herbarum vivae eicones. In 1533 kreeg hij bezoek van diezelfde Brunfels, die te voet van Straatsburg naar Hornbach was gekomen om zijn botanisch werk te kunnen bekijken, en er daarna sterk bij hem op aandrong dat hij het zou publiceren. Om hiaten in zijn kennis op te vullen, en het aantal te behandelen soorten uit te kunnen breiden, ondernam Bock daarna excursies naar de Wasgau, het dal van de Idar (in de Hunsrück), het Moezeldal, het Saardal, de Vorderpfalz, Landau en Bergzabern. Hij kon daar echter vanaf dat jaar vanwege zijn aanstelling als Stiftsherr veel meer tijd aan besteden. Bij zijn excursies ging hij als boer verkleed. In Bergzabern trof hij Jakob Theodor, genoemd Tabernaemontanus, net als hij aanhanger van Luther, en hij nam hem als leerling mee naar Hornbach. Later volgden nog excursies naar Graubünden, Chur, Bad Pfäfers en Feldkirch in Tirol. Omdat de eerste druk van zijn New Kreütter Buch zonder afbeeldingen verscheen, was hij verplicht de gedetailleerde beschrijvingen te geven waarom het boek later zo geloofd werd. Zijn werk markeert de overgang van de klassieke botanie, waarin hoofdzakelijk de teksten van de klassieke auteurs, met name Theophrastus, Dioscorides en Galenus, werden gevolgd en vertaald, naar de moderne, waarin eigen waarnemingen en beschrijvingen de belangrijkste rol spelen, en waarvan ook zijn tijdgenoot Valerius Cordus een exponent was.
In 1546 verscheen de tweede druk van het werk, ditmaal geïllustreerd met 465 houtsneden vervaardigd door David Kandel. Die droegen veel aan het succes van het werk bij.

## Publicaties
- 1532 – Herbarum aliquot dissertationes et censurae in: Otto Brunfels, Herbarum vivae eicones ad naturae imitationem 2: 156–165
- New Kreütter Buch von Underscheydt, Würckung und Namen der Kreütter so in teütschen Landen wachsen
  - 1539 – eerste druk, zonder afbeeldingen
  - 1546 – tweede druk, met afbeeldingen, als 'Kreüterbuch'; opgedragen aan landgraaf Filips I van Hessen, schoonvader van hertog Wolfgang van Palts-Zweibrücken
  - 1551 – derde druk, met sterk uitgebreid voorwoord; opgedragen aan Filips II van Nassau-Saarbrücken, wiens wapen op de achterzijde van de titelpagina is afgebeeld
  - 1552 – De stirpium, maxime earum, quae in Germania nostra nascuntur, Latijnse vertaling door David Kyber
- 1544 – Regiment für alle zufallende kranckheit des leibs
- 1550 – Teutsche Speißkammer oder was gesunden und kranken Menschen zur Leibesnahrung gegeben werden soll

## Eponymie
- Charles Plumier vernoemde in 1703 het plantengeslacht Tragia (nu in de Euphorbiaceae) naar Bock.[34] Linnaeus nam die naam in 1753 over.[35] Tragiella Pax & K.Hoffm. (verkleinwoord van Tragia), Agirta Baill. (anagram van Tragia, nu opgevat als synoniem daarvan) en Tragiopsis H.Karst. ('lijkt op Tragia', nu opgevat als synoniem van Microstachys A.Juss.), alle uit de wolfsmelkfamilie, zijn daarmee indirect naar hem vernoemd.
- Albrecht von Haller vernoemde in 1768 het plantengeslacht Tragus (Poaceae) naar hem.[36]
- Giovanni Antonio Scopoli vernoemde in 1777 het plantengeslacht Bockia naar hem.[37][38] De naam wordt nu beschouwd als een synoniem van Mouriri Aubl. (Melastomataceae), met soorten in Midden- en Zuid-Amerika.
- José Mariano de Conceição Vellozo vernoemde in 1829 het plantengeslacht Boca, met als enige soort Boca serrata, naar hem.[39][38] De naam wordt nu beschouwd als een synoniem van Banara Aubl. (Salicaceae), met soorten in Midden- en Zuid-Amerika.

## Uiteenlopen van bronnen
Johann Mayerhofer stelt dat de eerste biografieën van Bock veel materiaal bevatten dat de auteurs van elkaar overschreven. Ferdinand Roth stelt daarbij dat die eerste biografieën in feite allemaal teruggingen op een lijkrede geschreven door Heinrich Fabricius (1547–1612), uitgegeven in Saarbrücken in 1600 (46 jaar na Bocks overlijden), en genoemd door Melchior Adam. Mayerhofer, die zich erover verbaast dat diverse auteurs de naam 'Heidespach' of 'Heidesbach' als geboorteplaats noemen terwijl een plaats met een van die twee namen niet bestaat, veronderstelt dat hij de eerste is die andere bronnen, zoals archiefstukken en van Bock bewaard gebleven brieven heeft gebruikt.
- Bibsys: 1019337
- Bibliothèque nationale de France: cb12566736x (data)
- Author citation (botany): H.Bock
- CiNii: DA05325716
- Gemeinsame Normdatei: 118660381
- International Standard Name Identifier: 0000 0000 8338 7159
- Library of Congress Control Number: n85804762
- Nationale Bibliotheek van Tsjechië: ola2009481249
- Nationale Bibliotheek van Israël: 987007295191905171
- Nationale en Universitaire bibliotheek Zagreb: 000054746
- Nederlandse Thesaurus van Auteursnamen: 068960425
- Réseau des bibliothèques de Suisse occidentale: 02-A003017058
- Istituto Centrale per il Catalogo Unico: CFIV161725
- SNAC: w6gj20z0
- Système universitaire de documentation: 06704140X
- Virtual International Authority File: 127755
- WorldCat: E39PBJdRxKKyT83b6ytFBGTmBP